# Casa de nines, 20 anys després
Casa de nines, 20 anys després (títol original en anglès A Doll's House, Part 2) és una obra de teatre escrita el 2017 per Lucas Hnath. L'obra fou estrenada al South Coast Repertory l'abril de 2017, abans de ser transferida a Broadway al John Golden Theatre. L'obra "es reprèn després de concloure l'obra de Henrik Ibsen Casa de nines de 1879". Ha estat traduïda al català per Helena Tornero.

## Produccions
L'obra fou encarregada per South Coast Repertory a Costa Mesa, Califòrnia, on fou dirigida per Shelley Butler l'abril de 2017. L'obra es va estrenar a Broadway el 27 d'abril de 2017, després de les previsualitzacions, que van començar el 30 de març de 2017 al John Golden Theatre. La producció de Broadway va ser dirigida per Sam Gold i el repartiment format per Laurie Metcalf, Chris Cooper, Jayne Houdyshell, i Condola Rashād. Això va marcar el debut de Hnath a Broadway.
La producció de Broadway s'havia ampliat fins al 7 de gener de 2018, després del compromís original de 16 setmanes que es va tancar al juliol. Tanmateix, es va anunciar el 6 de setembre de 2017 que la producció tancaria el 24 de setembre de 2017.
Metcalf, Cooper, i Rashād van sortir de la producció el 23 de juliol. Van ser substituïts per Julie White com Nora, Stephen McKinley Henderson com Torvald, i Erin Wilhelmi com Emmy.
La Melbourne Theatre Company té previst presentar l'estrena australiana, amb Marta Dusseldorp, que s'estrena a l'agost del 2018.
La versió en català fou estrenada el 3 de juliol de 2019 al Teatre Grec i després al Teatre Romea sota la direcció de Sílvia Munt amb un repartiment format per Emma Vilarasau, Ramon Madaula, Isabel Rocatti i Júlia Truyol, amb ecenografia d'Enric Planas i vestuari de Mercè Paloma.

## Argument
L'obra, ambientada el 1894, tracta de Nora, que havia deixat la seva família i que torna després de 15 anys. L'obra examina les "regles de la societat i el gènere."

## Personatges
- Nora Helmer
- Torvald Helmer
- Emmy Helmer, filla de Nora i Torvald
- Anne Marie, mainadera de la família Helmer

## Sinopsi
L'obra comença amb un truc a la porta: la mateixa porta que es va tancar de cop, quinze anys abans quan Nora va sortir al final de l'obra d'Ibsen. La Nora ha tornat, i és ella qui truca. Després de deixar el seu marit, els seus fills i la mainadera, Nora s'ha convertit en una novel·lista feminista d'èxit. El motiu del seu retorn és finalitzar el divorci de Torvald; necessita que signi els papers legals. A Nora se li pregunta sobre el que ha estat fent, i la família i la mainadera li expressen les seves recriminacions.

## Premis i nominacions
Laurie Metcalf fou nominada als Drama Desk Award de 2017 com a actriu destacada en una obra de teatre, i Jayne Houdyshell va ser nominada actriu destacada en una obra de teatre.
L'obra fou nominada als Outer Critics Circle Awards de 2017 com a obra nova de Broadway, actriu destacada en una obra de teatre (Laurie Metcalf) i actriu destacada en una obra de teatre (Jayne Houdyshell).
El 2017 l'obra va rebre vuit nominacions als Premis Tony: Millor obra de teatre, Millor interpretació d'un actor en un paper principal en una obra de teatre (Chris Cooper), Millor interpretació d'una actriu en un paper principal en una obra de teatre (Laurie Metcalf), Millor interpretació d'un Actriu en un paper destacat en una obra de teatre (Jayne Houdyshell i Condola Rashād), millor direcció d'una obra (Sam Gold) i millor vestuari d'una obra (David Zinn).
Metcalf va guanyar el 2017 el Premi Tony a la millor interpretació d'una actriu d'un paper principal en una obra de teatre.